# Championnat de France féminin de handball 2013-2014
Navigation
Division 1F 2012-2013 Division 1F 2014-2015
Le championnat de France féminin de handball 2013-2014 est la soixante-deuxième édition de cette compétition.
Le championnat de Division 1 de handball est le plus haut niveau du championnat de France de ce sport. Dix clubs participent à cette édition de la compétition. Le tenant du titre est le club de Metz Handball avec 18 trophées de Champion de France.

## Les clubs participants
| \| Issy Metz Toulon Mios Le Havre Nîmes Fleury Nantes Besançon Nice \| Localisation des clubs engagés dans le championnat. En rouge, le champion. |
| Issy Metz Toulon Mios Le Havre Nîmes Fleury Nantes Besançon Nice                                                                                  |

Légende des couleurs
- Championne de France et qualifié pour la Ligue des champions
- Qualifié pour la phase de qualification de la Ligue des champions
- Qualifié pour la Coupe Challenge
- Promu de deuxième division

| Club                             | 2012-2013 | Entraîneur          | Entraîneur | Salles                                                 | Capacité  |
| -------------------------------- | --------- | ------------------- | ---------- | ------------------------------------------------------ | --------- |
| Metz Handball                    | 1er       | Sandor Rac          |            | Palais omnisports Les Arènes                           | 5000      |
| CJF Fleury Loiret                | 2e        | Frédéric Bougeant   |            | Palais des sports                                      | 2500      |
| Issy Paris Hand                  | 3e        | Arnaud Gandais      |            | Salle Robert Charpentier Stade Pierre-de-Coubertin     | 1500 4016 |
| Union Mios-Biganos-Bègles        | 4e        | Emmanuel Mayonnade  |            | Salle Duhourquet                                       | 800       |
| HBC Nîmes                        | 5e        | Christophe Chagnard |            | Le Parnasse                                            | 4191      |
| Le Havre AC Handball             | 6e        | Aurélien Duraffourg |            | Docks Océane                                           | 3600      |
| OGC Nice Handball                | 7e        | Sébastien Gardillou |            | Halle des sports Charles-Ehrmann                       | 1500      |
| Toulon St-Cyr HB                 | 8e        | Thierry Vincent     |            | Gymnase de Vert Coteau Palais des sports Jauréguiberry | 600 4350  |
| ES Besançon                      | 9e        | Camille Comte       |            | Palais des sports de Besançon                          | 3380      |
| Nantes Loire Atlantique Handball | 1er D2    | Stéphane Moualek    |            | Palais des sports de Beaulieu                          | 5000      |

Remarque : le Cercle Dijon Bourgogne Handball, relégué mais finaliste de la Coupe de France 2012-2013 face au Metz Handball, est qualifié pour la Coupe d'Europe des vainqueurs de coupe 2013-2014.

## Compétition

### Transferts
Les transferts à l'intersaison sont :
ES Besançon
- Arrivées : Ewa Palies (Noisy Le Grand), Moniki Bancilon (Brest), Maria Munoz (Mios), Natallia Vasileuskaïa (Gorodnichanka, Blr)
- Départs : Jelena Popović (Nantes), Audrey Bruneau (Fleury Loiret), Christelle Manga (Fleury Loiret), Mirjana Milenkovic (Cro), Julie Godel (Nantes), Alice Lévêque (Umb-B)

CJF Fleury Loiret
- Arrivées : Katty Piejos (Metz), Audrey Bruneau (Besançon), Christelle Manga (Besançon), Darly Zoqbi de Paula (Bera Bera, Esp)
- Départs : Daniela Pereira (Brest), Olivia Vaitanaki (Montargis), Pauline Jeoffroy, Livia Martins Horacio, Roxane Bovenberg (Ned)

Issy Paris Hand
- Arrivées : Fanny Chatellet (Nîmes), Pernille Bjørseth Wibe (Larvik, Nor), Stine Bredal Oftedal (Stabaek, Nor)
- Départs : Jasna Tošković (Le Havre), Barbara Moretto (Dijon), Karen Gadelha (Saint Maur)

Le Havre AC Handball
- Arrivées : Jessica Alonso Bernardo (Zajecar, Srb), Jasna Tošković (Issy Paris)
- Départs : Stéphanie Daudé (Toulon St-Cyr), Lorette Morel (Colombelles), Élodie Pétricien (Alfortville), Dragica Kresoja, Petra Vrdoljak, Haïfa Abdelhak

Metz Handball
- Arrivées : Barbora Ranikova (Zora Olomouc, Cze), Chloé Bulleux (Nîmes)
- Départs : Katty Piejos (Fleury Loiret)

Union Mios-Biganos-Bègles
- Arrivées : Alexandra Lacrabère (Zvezda Zenigorod, Rus), Samira Rocha (Zvezda Zenigorod, Rus), Petra Blazek (Hypo Nö, Aut), Alice Lévêque (Besançon), Delphine Bellaud (Bègles), Céline Senamaud (Bègles), Noémie Lachaud (Bègles)
- Départs : Mathilde Degoue (Saint-Maur), Isabelle Jongenelen, Maria Munoz (Besançon), Isaure Vigner (Noisy Le Grand), Iveta Luzumová (Thüringer, Ger), Ivana Filipović (Brest)

Nantes Loire Atlantique Handball
- Arrivées : Awa Diop (Celles-Sur-Belles), Julie Godel (Besançon), Jelena Popović (Besançon), Estelle Nze Minko (Nîmes), Dragica Dzono (Zelina, Cro), Katarina Tomašević (Thüringer, Ger)
- Départs : Oana Maria Amaxinesei, Marion Anti (Arrêt), Camille Cosson (Frontignan), Cécile Nicolas

OGC Nice
- Arrivées : Biljana Filipović (Uskudar Istanbul, Tur), Laurine Daquin (Dijon)
- Départs : Nodjialem Myaro (Arrêt), Charlotte Mathieu (Mérignac), Nimétigna Keita (Cannes), Marine Desgrolard (Saint Maur), Jana Simerska (Arrêt), Aude Amadou (Moncoutant)

HBC Nîmes
- Arrivées : Maja Son (Rk Krim, Slo), Marina Pantic (Dijon), Klára Černá (Slavia Prague, Cze)
- Départs : Estelle Nze Minko (Nantes), Chloé Bulleux (Metz), Fanny Chatellet (Issy Paris), Fanny Bosc (Arrêt)

Toulon St-Cyr HB
- Arrivées : Stéphanie Daudé (Le Havre), Helena Sterbova (Britterm Vesli, Cze)
- Départs : Tina Flognman, Therese Islas Helgesson (Swe), Laurence Germany, Adina Tuvene (Arrêt)

### Saison régulière
Au terme des 18 rencontres aller-retours, les deux premiers se verront directement qualifiés pour les demi-finales, alors que les quatre équipes suivantes disputeront des « quarts de finale », la 3e face à la 6e et la 4e contre la 5e. Suivent les demi-finales et la finale, le vainqueur de cette dernière étant honoré du titre de champion de France féminin de handball. Toutes les rencontres se disputeront par matchs aller-retours.
Le vainqueur obtient une place en Ligue des champions tandis que le dernier club est relégué en Division 2.

#### Classement
Mis à jour le 05/04/2014 (J18)
|    | Équipe               | Pts | J  | G  | N | P  | Bp  | Bc  | Diff |
| -- | -------------------- | --- | -- | -- | - | -- | --- | --- | ---- |
| 1  | Metz Handball (T)    | 51  | 18 | 16 | 1 | 1  | 549 | 423 | 126  |
| 2  | CJF Fleury Loiret    | 51  | 18 | 16 | 1 | 1  | 565 | 467 | 98   |
| 3  | Issy Paris Hand      | 45  | 18 | 12 | 3 | 3  | 523 | 447 | 76   |
| 4  | Le Havre AC Handball | 36  | 18 | 9  | 0 | 9  | 478 | 468 | 10   |
| 5  | Toulon St-Cyr HB     | 36  | 18 | 9  | 0 | 9  | 473 | 483 | -10  |
| 6  | Mios-Biganos-Bègles  | 32  | 18 | 6  | 2 | 10 | 520 | 530 | -10  |
| 7  | OGC Nice Handball    | 29  | 18 | 5  | 1 | 12 | 478 | 533 | -55  |
| 8  | Nantes LAH P         | 28  | 18 | 4  | 2 | 12 | 434 | 497 | -63  |
| 9  | ES Besançon          | 28  | 18 | 4  | 2 | 12 | 472 | 572 | -100 |
| 10 | HBC Nîmes            | 23* | 18 | 3  | 0 | 15 | 469 | 541 | -72  |

|     | Qualification directe pour les demi-finales |
|     | Qualification en playoffs                   |
|     | Playdowns                                   |
| (T) | Tenant du titre 2013                        |
| P   | Promu 2013                                  |
| (F) | Vainqueur de la Coupe de France 2013-2014   |
| (L) | Vainqueur de la Coupe de la Ligue 2013-2014 |

* La Ligue féminine de handball invalide le résultat du match de la 10e journée (HBC Nîmes  / Le Havre AC Handball : 29 à 26) pour faute au règlement,. En effet le certificat médical de Camille Ayglon, de retour de maternité, est arrivé deux jours après le match. Le HBC Nîmes subit donc la double sanction prévue par le règlement, le club perd le match sur le score de 0 à 20 et ne marque aucun point (en temps normal, le perdant inscrit un point).

#### Résultats
Mis à jour le 05/04/2014
| Résultats (dom.\ext.)                                      | BES   | FLE   | HAV   | ISS   | MET   | MIO   | NAN   | NIC   | NÎM   | TOU   |
| ES Besançon                                                |       | 28-40 | 30-21 | 23-34 | 27-34 | 27-33 | 25-25 | 30-25 | 31-27 | 27-26 |
| CJF Fleury Loiret                                          | 34-17 |       | 34-23 | 29-22 | 30-27 | 34-30 | 30-21 | 29-28 | 28-25 | 28-23 |
| Le Havre AC Handball                                       | 39-21 | 31-36 |       | 29-22 | 20-33 | 23-24 | 26-27 | 30-25 | 31-22 | 32-28 |
| Issy Paris Hand                                            | 37-27 | 26-26 | 29-27 |       | 20-23 | 31-30 | 37-25 | 31-19 | 34-27 | 28-24 |
| Metz Handball                                              | 42-24 | 34-27 | 35-19 | 30-30 |       | 30-23 | 29-17 | 36-25 | 29-25 | 25-19 |
| Mios-Biganos-Bègles                                        | 29-29 | 30-32 | 23-25 | 26-26 | 29-30 |       | 32-29 | 31-28 | 38-30 | 27-28 |
| Nantes Loire Atlantique Handball                           | 24-20 | 21-27 | 26-28 | 18-29 | 19-24 | 28-31 |       | 28-28 | 34-27 | 23-26 |
| OGC Nice Handball                                          | 28-27 | 27-35 | 29-26 | 24-30 | 19-28 | 40-30 | 23-22 |       | 32-30 | 26-30 |
| HBC Nîmes                                                  | 42-24 | 32-34 | 0-20  | 20-31 | 24-30 | 32-28 | 24-25 | 30-26 |       | 31-34 |
| Toulon St-Cyr HB                                           | 32-25 | 20-30 | 24-28 | 20-26 | 26-30 | 28-26 | 31-22 | 30-26 | 22-21 |       |
| - Victoire à domicile - Match nul - Victoire à l'extérieur |       |       |       |       |       |       |       |       |       |       |

#### Évolution du classement
Mis à jour le 05/04/2014
- Leader du classement

| Metz Handball |    |    |    |    |    |    |    |    |    |    |    |    |    |    |    |    |    |  |  |  |  |  |  |  |  |
|               |    |    |    |    |    |    |    |    |    |    |    |    |    |    |    |    |    |  |  |  |  |  |  |  |  |
| 01            | 02 | 03 | 04 | 05 | 06 | 07 | 08 | 09 | 10 | 11 | 12 | 13 | 14 | 15 | 16 | 17 | 18 |  |  |  |  |  |  |  |  |

- Journée par journée

| Club                             | 1  | 2  | 3  | 4  | 5 | 6  | 7  | 8  | 9  | 10 | 11 | 12 | 13 | 14 | 15 | 16 | 17 | 18 |
| -------------------------------- | -- | -- | -- | -- | - | -- | -- | -- | -- | -- | -- | -- | -- | -- | -- | -- | -- | -- |
| ES Besançon                      | 10 | 5  | 7  | 7  | 8 | 10 | 10 | 10 | 10 | 10 | 10 | 10 | 10 | 9  | 9  | 7  | 7  | 9  |
| CJF Fleury Loiret                | 4  | 4  | 4  | 4  | 3 | 2  | 2  | 2  | 2  | 2  | 2  | 2  | 2  | 2  | 2  | 2  | 2  | 2  |
| Issy Paris Hand                  | 2  | 2  | 3  | 2  | 2 | 3  | 3  | 3  | 3  | 3  | 3  | 3  | 3  | 3  | 3  | 3  | 3  | 3  |
| Le Havre AC Handball             | 3  | 3  | 2  | 3  | 4 | 4  | 4  | 4  | 4  | 4  | 4  | 5  | 4  | 4  | 5  | 4  | 4  | 4  |
| Metz Handball                    | 1  | 1  | 1  | 1  | 1 | 1  | 1  | 1  | 1  | 1  | 1  | 1  | 1  | 1  | 1  | 1  | 1  | 1  |
| Mios-Biganos-Bègles              | 6  | 7  | 8  | 8  | 7 | 7  | 7  | 7  | 7  | 7  | 7  | 6  | 6  | 6  | 6  | 6  | 6  | 6  |
| Nantes Loire Atlantique Handball | 8  | 9  | 9  | 9  | 9 | 8  | 8  | 8  | 8  | 8  | 8  | 9  | 8  | 8  | 8  | 9  | 9  | 8  |
| OGC Nice Handball                | 9  | 8  | 6  | 6  | 6 | 6  | 5  | 5  | 6  | 6  | 6  | 7  | 7  | 7  | 7  | 8  | 8  | 7  |
| HBC Nîmes                        | 7  | 10 | 10 | 10 | 9 | 9  | 9  | 9  | 9  | 9  | 9  | 8  | 9  | 10 | 10 | 10 | 10 | 10 |
| Toulon St-Cyr HB                 | 5  | 6  | 5  | 5  | 5 | 5  | 6  | 6  | 5  | 5  | 5  | 4  | 4  | 5  | 4  | 5  | 5  | 5  |

### Phase finale

#### Playoffs
Le vainqueur est déclaré Champion de France et obtient une place en Ligue des champions.
|  | Quarts de finale | Quarts de finale           | Quarts de finale                                             | Quarts de finale     |                                             |                               | Demi-finales                                | Demi-finales                                | Demi-finales                                                  | Demi-finales                                |                                     |                                     | Finale                                          | Finale                                          | Finale                                          | Finale                                          |
|  |                  |                            |                                                              |                      |                                             |                               |                                             |                                             |                                                               |                                             |                                     |                                     |                                                 |                                                 |                                                 |                                                 |
|  |                  |                            |                                                              |                      |                                             |                               | 9 mai au Havre 20h45 et 16 mai à Metz 20h45 | 9 mai au Havre 20h45 et 16 mai à Metz 20h45 | 9 mai au Havre 20h45 et 16 mai à Metz 20h45                   | 9 mai au Havre 20h45 et 16 mai à Metz 20h45 |                                     |                                     | 28 mai à Issy-les-Moulineaux et 1er juin à Metz | 28 mai à Issy-les-Moulineaux et 1er juin à Metz | 28 mai à Issy-les-Moulineaux et 1er juin à Metz | 28 mai à Issy-les-Moulineaux et 1er juin à Metz |
|  |                  |                            |                                                              |                      |                                             |                               | 9 mai au Havre 20h45 et 16 mai à Metz 20h45 | 9 mai au Havre 20h45 et 16 mai à Metz 20h45 | 9 mai au Havre 20h45 et 16 mai à Metz 20h45                   | 9 mai au Havre 20h45 et 16 mai à Metz 20h45 |                                     |                                     | 28 mai à Issy-les-Moulineaux et 1er juin à Metz | 28 mai à Issy-les-Moulineaux et 1er juin à Metz | 28 mai à Issy-les-Moulineaux et 1er juin à Metz | 28 mai à Issy-les-Moulineaux et 1er juin à Metz |
|  |                  |                            |                                                              |                      |                                             |                               | 9 mai au Havre 20h45 et 16 mai à Metz 20h45 | 9 mai au Havre 20h45 et 16 mai à Metz 20h45 | 9 mai au Havre 20h45 et 16 mai à Metz 20h45                   | 9 mai au Havre 20h45 et 16 mai à Metz 20h45 |                                     |                                     | 28 mai à Issy-les-Moulineaux et 1er juin à Metz | 28 mai à Issy-les-Moulineaux et 1er juin à Metz | 28 mai à Issy-les-Moulineaux et 1er juin à Metz | 28 mai à Issy-les-Moulineaux et 1er juin à Metz |
|  |                  |                            |                                                              |                      |                                             |                               | 9 mai au Havre 20h45 et 16 mai à Metz 20h45 | 9 mai au Havre 20h45 et 16 mai à Metz 20h45 | 9 mai au Havre 20h45 et 16 mai à Metz 20h45                   | 9 mai au Havre 20h45 et 16 mai à Metz 20h45 |                                     |                                     | 28 mai à Issy-les-Moulineaux et 1er juin à Metz | 28 mai à Issy-les-Moulineaux et 1er juin à Metz | 28 mai à Issy-les-Moulineaux et 1er juin à Metz | 28 mai à Issy-les-Moulineaux et 1er juin à Metz |
|  |                  |                            |                                                              |                      |                                             |                               | 9 mai au Havre 20h45 et 16 mai à Metz 20h45 | 9 mai au Havre 20h45 et 16 mai à Metz 20h45 | 9 mai au Havre 20h45 et 16 mai à Metz 20h45                   | 9 mai au Havre 20h45 et 16 mai à Metz 20h45 |                                     |                                     | 28 mai à Issy-les-Moulineaux et 1er juin à Metz | 28 mai à Issy-les-Moulineaux et 1er juin à Metz | 28 mai à Issy-les-Moulineaux et 1er juin à Metz | 28 mai à Issy-les-Moulineaux et 1er juin à Metz |
|  | 1er              | Metz Handball              | 26                                                           | 26*                  |                                             |                               |                                             |                                             |                                                               |                                             |                                     |                                     | 28 mai à Issy-les-Moulineaux et 1er juin à Metz | 28 mai à Issy-les-Moulineaux et 1er juin à Metz | 28 mai à Issy-les-Moulineaux et 1er juin à Metz | 28 mai à Issy-les-Moulineaux et 1er juin à Metz |
|  | 1er              | Metz Handball              | 26                                                           | 26*                  | 25 avril à Toulon 20h et 4 mai au Havre 17h |                               |                                             |                                             |                                                               |                                             |                                     |                                     | 28 mai à Issy-les-Moulineaux et 1er juin à Metz | 28 mai à Issy-les-Moulineaux et 1er juin à Metz | 28 mai à Issy-les-Moulineaux et 1er juin à Metz | 28 mai à Issy-les-Moulineaux et 1er juin à Metz |
|  |                  |                            | 4e                                                           | Le Havre AC Handball | 27                                          | 25                            |                                             |                                             |                                                               |                                             |                                     |                                     | 28 mai à Issy-les-Moulineaux et 1er juin à Metz | 28 mai à Issy-les-Moulineaux et 1er juin à Metz | 28 mai à Issy-les-Moulineaux et 1er juin à Metz | 28 mai à Issy-les-Moulineaux et 1er juin à Metz |
|  | 4e               | Le Havre AC Handball       | 4e                                                           | Le Havre AC Handball | 27                                          | 25                            | 27                                          | 31                                          |                                                               |                                             |                                     |                                     | 28 mai à Issy-les-Moulineaux et 1er juin à Metz | 28 mai à Issy-les-Moulineaux et 1er juin à Metz | 28 mai à Issy-les-Moulineaux et 1er juin à Metz | 28 mai à Issy-les-Moulineaux et 1er juin à Metz |
|  | 4e               | Le Havre AC Handball       | 14 mai à Issy-les-Moulineaux 20h45 et 18 mai à Orléans 18h45 |                      |                                             |                               | 27                                          | 31                                          |                                                               |                                             |                                     |                                     | 28 mai à Issy-les-Moulineaux et 1er juin à Metz | 28 mai à Issy-les-Moulineaux et 1er juin à Metz | 28 mai à Issy-les-Moulineaux et 1er juin à Metz | 28 mai à Issy-les-Moulineaux et 1er juin à Metz |
|  | 5e               | Toulon St-Cyr HB           | 23                                                           | 30                   |                                             |                               |                                             |                                             |                                                               |                                             |                                     |                                     | 28 mai à Issy-les-Moulineaux et 1er juin à Metz | 28 mai à Issy-les-Moulineaux et 1er juin à Metz | 28 mai à Issy-les-Moulineaux et 1er juin à Metz | 28 mai à Issy-les-Moulineaux et 1er juin à Metz |
|  | 5e               | Toulon St-Cyr HB           | 23                                                           | 30                   | 1er                                         | Metz Handball                 | 26                                          | 26                                          |                                                               |                                             |                                     |                                     |                                                 |                                                 |                                                 |                                                 |
|  |                  |                            |                                                              |                      | 1er                                         | Metz Handball                 | 26                                          | 26                                          |                                                               |                                             |                                     |                                     |                                                 |                                                 |                                                 |                                                 |
|  |                  |                            | 3e                                                           | Issy Paris Hand      | 22                                          | 25                            |                                             |                                             |                                                               |                                             |                                     |                                     |                                                 |                                                 |                                                 |                                                 |
|  |                  |                            |                                                              |                      | 22                                          | 25                            |                                             |                                             |                                                               |                                             |                                     |                                     |                                                 |                                                 |                                                 |                                                 |
|  |                  |                            |                                                              |                      |                                             |                               |                                             |                                             |                                                               |                                             |                                     |                                     |                                                 |                                                 |                                                 |                                                 |
|  |                  |                            |                                                              |                      |                                             |                               |                                             |                                             |                                                               |                                             |                                     |                                     |                                                 |                                                 |                                                 |                                                 |
|  | 2e               | CJF Fleury Loiret Handball | 22                                                           | 23                   | Match pour la troisième place               | Match pour la troisième place | Match pour la troisième place               | Match pour la troisième place               |                                                               |                                             |                                     |                                     |                                                 |                                                 |                                                 |                                                 |
|  | 2e               | CJF Fleury Loiret Handball | 22                                                           | 23                   | Match pour la troisième place               | Match pour la troisième place | Match pour la troisième place               | Match pour la troisième place               | 25 avril à 19h Bordeaux et 30 avril à Issy-les-Moulineaux 20h |                                             |                                     |                                     |                                                 |                                                 |                                                 |                                                 |
|  |                  |                            | 3e                                                           | Issy Paris Hand      | 27                                          | 27                            |                                             |                                             | 28 mai au Havre et 31 mai à Orléans                           | 28 mai au Havre et 31 mai à Orléans         | 28 mai au Havre et 31 mai à Orléans | 28 mai au Havre et 31 mai à Orléans |                                                 |                                                 |                                                 |                                                 |
|  | 3e               | Issy Paris Hand            | 3e                                                           | Issy Paris Hand      | 27                                          | 27                            | 28                                          | 32                                          | 28 mai au Havre et 31 mai à Orléans                           | 28 mai au Havre et 31 mai à Orléans         | 28 mai au Havre et 31 mai à Orléans | 28 mai au Havre et 31 mai à Orléans |                                                 |                                                 |                                                 |                                                 |
|  | 3e               | Issy Paris Hand            |                                                              |                      |                                             |                               |                                             | 32                                          |                                                               |                                             | 4e                                  | Le Havre AC Handball                | 28                                              | 26                                              |                                                 |                                                 |
|  | 6e               | Union Mios-Biganos-Bègles  | 24                                                           | 30                   |                                             |                               |                                             |                                             |                                                               |                                             | 4e                                  | Le Havre AC Handball                | 28                                              | 26                                              |                                                 |                                                 |
|  | 6e               | Union Mios-Biganos-Bègles  | 24                                                           | 30                   | 2e                                          | CJF Fleury Loiret Handball    | 24                                          | 29                                          |                                                               |                                             |                                     |                                     |                                                 |                                                 |                                                 |                                                 |
|  |                  |                            |                                                              |                      |                                             |                               |                                             |                                             |                                                               |                                             |                                     |                                     |                                                 |                                                 |                                                 |                                                 |

* Metz Handball vainqueur aux dépens de Le Havre AC Handball selon la règle du nombre de buts marqués à l'extérieur (26 contre 25).

#### Playdowns
L'équipe classée dernière à l'issue des playdowns sera reléguée en Division 2.
|   | Équipe                           | Pts | J | G | N | P | Bp  | Bc  | Diff |
| - | -------------------------------- | --- | - | - | - | - | --- | --- | ---- |
| 1 | Nantes Loire Atlantique Handball | 17  | 6 | 4 | 0 | 2 | 179 | 164 | 15   |
| 2 | HBC Nîmes                        | 16  | 6 | 5 | 0 | 1 | 191 | 143 | 48   |
| 3 | OGC Nice Handball                | 14  | 6 | 2 | 0 | 4 | 156 | 171 | -15  |
| 4 | ES Besançon                      | 10  | 6 | 1 | 0 | 5 | 133 | 181 | -48  |

| Résultats (dom.\ext.)                                      | BES   | NIM   | NAN   | NIC   |
| ES Besançon                                                |       | 22-38 | 27-33 | 26-21 |
| HBC Nîmes                                                  | 32-14 |       | 27-26 | 27-19 |
| Nantes Loire Atlantique Handball                           | 30-21 | 32-30 |       | 33-25 |
| OGC Nice Handball                                          | 27-23 | 30-37 | 34-25 |       |
| - Victoire à domicile - Match nul - Victoire à l'extérieur |       |       |       |       |

### Le champion de France
| Champion de France 2014 Metz Handball 19e titre |

## Classement final
| Rang | Équipe                           |
| ---- | -------------------------------- |
| 1er  | Metz Handball                    |
| 2e   | Issy Paris Hand                  |
| 3e   | Le Havre AC Handball             |
| 4e   | CJF Fleury Loiret Handball       |
| 5e   | Union Mios-Biganos-Bègles        |
| 6e   | Toulon St-Cyr HB                 |
| 7e   | Nantes Loire Atlantique Handball |
| 8e   | HBC Nîmes                        |
| 9e   | OGC Nice Handball                |
| 10e  | ES Besançon                      |

## Statistiques et récompenses

### Classement des buteurs
| Rang | Joueuse              | Club                             | Buts | Champ | Jet de 7m | Matchs | Ratio |
| ---- | -------------------- | -------------------------------- | ---- | ----- | --------- | ------ | ----- |
| 1    | Alexandra Lacrabère  | Union Mios-Biganos-Bègles        | 129  | 99    | 30        | 18     | 7.2   |
| 2    | Nina Jeriček         | HBC Nîmes                        | 115  | 80    | 35        | 15     | 7.7   |
| 3    | Maïda Arslanagić     | OGC Nice                         | 115  | 62    | 53        | 18     | 6.4   |
| 4    | Jovana Stoiljković   | Le Havre AC                      | 99   | 76    | 23        | 18     | 5.5   |
| 5    | Manon Houette        | CJF Fleury Loiret Handball       | 97   | 67    | 30        | 18     | 5.4   |
| 6    | Biljana Filipović    | OGC Nice                         | 91   | 91    | 0         | 18     | 5.1   |
| 7    | Laura Gaudefroy      | Toulon St-Cyr HB                 | 90   | 57    | 33        | 17     | 5.3   |
| 8    | Wendy Lawson         | Nantes Loire Atlantique Handball | 89   | 60    | 29        | 18     | 4.9   |
| 9    | Stine Bredal Oftedal | Issy Paris Hand                  | 87   | 81    | 6         | 17     | 5.1   |
| 10   | Paule Baudouin       | Metz Handball                    | 81   | 55    | 26        | 15     | 5.4   |

Mis à jour le 02/06/2014
Ce classement officiel ne tient pas compte des matchs de Coupe de la Ligue, de Coupe de France et de la phase finale du championnat (play-offs/play-downs).

### Meilleures joueuses
À l'issue du championnat de France féminin, les récompenses suivantes ont été décernées à la Nuit du handball 2014:
- Meilleure joueuse : Stine Bredal Oftedal (Issy Paris Hand)

- Meilleure gardienne : Armelle Attingré (Issy Paris Hand)
- Meilleure ailière gauche : Manon Houette (CJF Fleury Loiret Handball)
- Meilleure arrière gauche : Nina Jericek (HBC Nîmes)
- Meilleure demi-centre : Stine Bredal Oftedal (Issy Paris Hand)
- Meilleure pivot : Laurisa Landre (Le Havre AC Handball)
- Meilleure arrière droite : Alexandra Lacrabère (Union Mios Biganos-Bègles Handball)
- Meilleure ailière droite: Marta López (CJF Fleury Loiret Handball)

- Meilleure espoir : Wendy Lawson (Nantes Loire Atlantique Handball)
- Meilleure joueuse en défense : Nina Kanto (Metz Handball)
- Meilleur entraîneur : Arnaud Gandais (Issy Paris Hand)

## Bilan de la saison
| Tableau d'honneur de la saison 2013-2014 |                                                |
| Compétition                              | Vainqueur                                      |
| Championnat de France                    | Metz Handball                                  |
| Coupe de France                          | CJF Fleury Loiret                              |
| Coupe de la Ligue                        | Metz Handball                                  |
| Qualifications européennes 2014-2015     |                                                |
| Compétition                              | Qualifiés                                      |
| Ligue des champions (C1)                 | Metz Handball                                  |
| Coupe des Vainqueurs de Coupe (C2)       | CJF Fleury Loiret                              |
| Coupe de l'EHF (C3)                      | Issy Paris Hand                                |
| Coupe Challenge (C4)                     | Le Havre AC Handball Union Mios-Biganos-Bègles |
| Promotions et relégations                |                                                |
| Relégué en Championnat de France de D2   | ES Besançon                                    |
| Promu du Championnat de France de D2     | Cercle Dijon Bourgogne                         |